# Witham (plaats)
Witham is een civil parish in het bestuurlijke gebied Braintree, in het Engelse graafschap Essex. De plaats telt 25.353 inwoners.

## Geboren
- Olly Murs (14 mei 1984), zanger

## Foto's

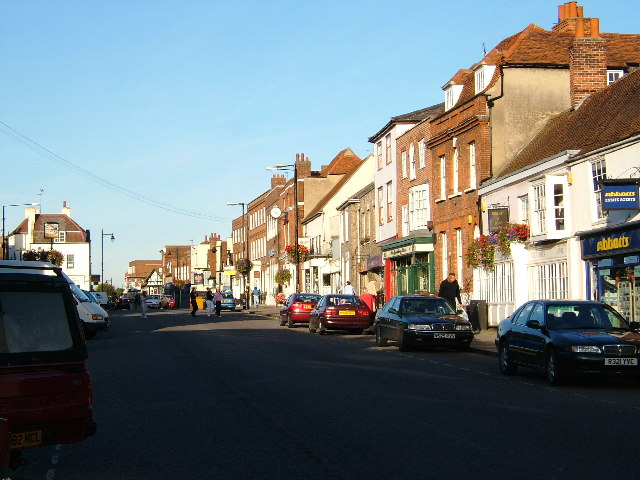
Bridge Street